# Crazy (Willie Nelson)
Crazy is een door Willie Nelson geschreven ballad. Het nummer is door meerdere artiesten op de plaat gezet, maar de bekendste uitvoering is die van Patsy Cline, die er in 1962 een tweede plaats in de country-hitlijsten mee behaalde.
Sindsdien is er door vele artiesten een coverversie gemaakt, in verschillende muziekgenres. Nelsons eigen versie verscheen op zijn debuutalbum ...And Then I Wrote.

## Het nummer
Willie Nelson schreef het nummer begin 1961 met hulp van zijn vriend Oliver English. Nelson had op dat moment al verschillende hits voor andere artiesten geschreven, maar had zelf nog geen noemenswaardige platen opgenomen. Hij schreef het nummer oorspronkelijk voor Billy Walker, die echter voor de eer bedankte omdat het een 'meidennummer' zou zijn. Mede dankzij het succes van het nummer kon Nelson ook als uitvoerend artiest doorbreken.
Het nummer beschrijft hoe de zanger(es), verbaasd over zichzelf en tegen beter weten in, van een verloren liefde blijft houden. Stijltechnisch gezien is het nummer een kruising tussen een jazz- en een popballad met invloeden van countrymuziek.

## Patsy Cline
Patsy Cline, op dat moment al een ster in de countrywereld, gebruikte het nummer als opvolger van haar vorige grote hit I Fall to Pieces. Clines zang bleek zich goed te lenen voor de complexe melodie. Het nummer werd uitgebracht aan het eind van 1961 en werd direct een hit. Het nummer stond 21 weken in de hitlijsten en groeide uit tot een van Clines herkenningsmelodieën. Clines uitvoering staat op de 85e plaats van The 500 Greatest Songs of All Time van Rolling Stone.
Volgens de door Ellis Nassour geschreven biografie Patsy Cline was Nelson, op dat moment onder de naam Hugh Nelson, een songwriter die worstelde om het hoofd boven water te houden. Hij kwam regelmatig met zijn vrienden Kris Kristofferson en Roger Miller, destijds eveneens onbekende songwriters, in de Tootsie's Orchid Lounge in Nashville. Op een avond liep hij Charlie Dick, de echtgenoot van Patsy Cline, tegen het lijf en splitste hem een opname van Crazy in de maag. Dick nam de opname mee naar huis, waar hij hem voor zijn vrouw afspeelde. Die vond het aanvankelijk maar niets, aangezien Nelson de tekst niet in hetzelfde ritme als de muziek "uitsprak". Een geïrriteerde Cline merkte op dat zij "niet op die manier kon zingen".
Owen Bradly, Clines producer, was echter weg van het nummer en zette het om in de ballad die later opgenomen zou worden. Op het album I Remember Patsy van Loretta Lynn maakt Bradly melding van het feit dat Patsy, herstellende van een bijna fataal verkeersongeval, in eerste instantie moeite had de hoge noten te halen vanwege haar gebroken ribben. Na vier uur vergeefs proberen (in een tijd dat er soms vier nummers in drie uur opgenomen werden) besloten ze ermee te stoppen. Een week later kwam Cline terug en nam het nummer in één keer op.
In hetzelfde interview herinnert Lynn zich de eerste keer dat Cline op krukken optrad in de Grand Ole Opry en drie staande ovaties ontving. Barbara Mandrell herinnert zich dat Cline het nummer bij optredens als volgt introduceerde:
All my recent hits have come true in my life. I had a hit out called Tra-La-La Triangle and people thought about me and Gerald and Charlie. I had another hit out called  'I Fall to Pieces' and I was in a car wreck. Now I'm really worried because I have a new hit single out and its called 'Crazy'.
(vertaald: Al mijn recente hits zijn waarheid geworden. Ik had een hit met de naam 'Tra-La-La Triangle' en mensen koppelden me aan Gerald en Charlie. Een andere hit heette 'I Fall to Pieces' en ik kreeg een auto-ongeluk. Nu ben ik pas echt ongerust, want ik heb een nieuwe hit en die heet 'Crazy'.)
Willie Nelson gaf in de documentaire Remembering Patsy uit 1993 aan dat van alle door hem geschreven en door anderen vertolkte nummers, Clines versie van Crazy zijn favoriet was aangezien het 'magisch' was.

### Hitlijsten
| Hitlijst (1961)                       | Toppositie |
| ------------------------------------- | ---------- |
| U.S. Billboard Hot Country Singles    | 2          |
| U.S. Billboard Easy Listening         | 2          |
| U.S. Billboard Hot 100                | 9          |
| U.K. Singles Chart (heruitgave 1990)  | 14         |
| Irish Singles Chart (heruitgave 1990) | 14         |
| Australian Kent Music Report          | 56         |

### NPO Radio 2 Top 2000
| Nummer met noteringen in de NPO Radio 2 Top 2000 | '99  | '00  | '01  | '02 | '03  | '04  |
| ------------------------------------------------ | ---- | ---- | ---- | --- | ---- | ---- |
| Crazy                                            | 1128 | 1822 | 1499 | -   | 1528 | 1932 |

1. ↑  Een '-' betekent dat het nummer niet was genoteerd en een vetgedrukt getal geeft de hoogste notering aan.
2. ↑  Deze tabel is bijgewerkt tot en met de laatste editie (2024).

## LeAnn Rimes
Countryzangeres LeAnn Rimes nam Crazy op voor haar in 1999 uitgebrachte album LeAnn Rimes. Het werd uitgebracht als tweede en laatste single voor dit album. Op de single stonden verder How Do I Live en Blue.
Rimes bracht het nummer ook ten gehore in het Witte Huis voor George en (vooral) Laura Bush, die aangaf dat dit een van haar favoriete nummers was.

### Hitlijst
| Hitlijst (1999)                         | Toppositie |
| --------------------------------------- | ---------- |
| UK Singles (The Official Chart Company) | 36         |

## Andere versies
Op de lijst van artiesten die Crazy hebben opgenomen staan verder onder anderen The Kills, Linda Ronstadt (6e plaats in de VS), Julio Iglesias (hit in Nederland, Groot-Brittannië en Nieuw-Zeeland), Kenny Rogers, Neil Young (A letter home), Dottie West, Kidneythieves, Shirley Bassey, Chaka Khan, Don McLean, The Waifs en Colleen Peterson.
Willie Nelson heeft het nummer in verschillende uitvoeringen opgenomen, waaronder in een trio met Elvis Costello en Diana Krall. In 1980 werd Crazy gezongen door Beverly D'Angelo die in de film Coal Miner's Daughter, over het leven van Loretta Lynn, de rol van Patsy Cline speelde. De versie van de Kidneythieves uit 1998 komt voor op de soundtrack van Bride of Chucky uit hetzelfde jaar.

## In de media
- In 1992 gebruikte Ross Perot de versie van Cline tijdens zijn campagne voor de Amerikaanse presidentsverkiezingen van dat jaar.[6]
- Willie Nelsons eigen versie komt voor in het computerspel Grand Theft Auto: San Andreas uit 2004, waar het uitgezonden wordt door het fictieve radiostation K-Rose.
- Nummer en album spelen een prominente rol in de Canadese film C.R.A.Z.Y. uit 2005.
- De versie van Patsy Cline wordt verder onder meer gebruikt in:
  - het computerspel Deadpool, eerst als Deadpool in de lift de muzakversie meezingt en later als Death het playbackt;
  - de film Doc Hollywood uit 1991 met Michael J. Fox in de hoofdrol;
  - de film Tommy Boy uit 1995, waar het op de achtergrond klinkt als Richard het benzinestation betreedt;
  - de begingeneriek en openingsscène van Cesar Montano's film Bilang na ang araw mo uit 1996.